# Fatimah bint al-Hasan
Fāṭima bint al-Ḥasan ibn ʿAlī (en arabe : فاطمة بنت الحسن بن علي), née au cours du VIIe siècle, est la fille d'Al-Hassan ibn Ali, le petit-fils du prophète Mahomet et d'Umm Ishaq bint Talha.
Elle se marie à Ali Zayn al-Abidin (le quatrième imam chiite) et devient la mère de Muhammad al-Bâqir (le cinquième imam chiite duodécimain).
Elle est appelée « al-Ṣiddīqa » (« la très véridique ») par son mari Ali. Son surnom (kunya) est Umm ʿAbd Allāh 